# District de Doumen
Le district de Doumen (斗门区 ; pinyin : Dǒumén Qū) est une subdivision administrative de la province du Guangdong en Chine. Il est placé sous la juridiction de la ville-préfecture de Zhuhai.